# Nelson Piquet, Jr.
Nelson Ângelo Tamsma Piquet Souto Maior, cunoscut ca Nelson Piquet Jr. (născut la data de 25 iulie 1985, în Heidelberg, Germania) este un pilot de curse brazilian care a concurat în Campionatul Mondial de Formula 1 între anii 2008 - 2009. Nelson Jr. este fiul lui Nelson Piquet, cel care a câștigat de 3 ori Campionatul Mondial de Formula 1.
În anul 2009, Nelson Piquet Jr. a recunoscut că a provocat un accident în timpul unei etape de Formula 1. Cel care i-a cerut acest lucru a fost Flavio Briatore care era șeful echipei de la Renault. Coechipierul lui Nelson, Fernando Alonso a avut de câștigat în timpul cursei în urma accidentului provocat. După acest incident, Flavio Briatore a fost suspendat pe o perioada determinată din Formula 1.

## Cariera în Formula 1
| Sezon | Echipă                     | Număr puncte | Loc clasament general |
| ----- | -------------------------- | ------------ | --------------------- |
| 2006  | Mild Seven Renault F1 Team | Pilot teste  | -                     |
| 2007  | ING Renault F1 Team        | Pilot teste  | -                     |
| 2008  | ING Renault F1 Team        | 19           | 12                    |
| 2009  | ING Renault F1 Team        | 0            | -                     |